# Dăbrava
Dabrava (bulgariska: Дъбрава) är en ort i regionen Dobritj i kommunen Baltjik i Bulgarien med 169 invånare (2016). Orten ligger 15 km från Baltjik med en fribåtshamn och närhet till golfbanor samt 25 km från turistorten Albena. Den namngavs till Dabrava eller Dubrava utifrån det slaviska ordet dub för ek, som är vanligt förekommande i ortnamn.

## Befolkningsutveckling
| Befolkningsutvecklingen i Dăbrava 1934–2016 | Befolkningsutvecklingen i Dăbrava 1934–2016 | Befolkningsutvecklingen i Dăbrava 1934–2016 | Befolkningsutvecklingen i Dăbrava 1934–2016 | Befolkningsutvecklingen i Dăbrava 1934–2016 |
| ------------------------------------------- | ------------------------------------------- | ------------------------------------------- | ------------------------------------------- | ------------------------------------------- |
|                                             |                                             |                                             |                                             |                                             |
| År                                          |                                             |                                             | Folkmängd                                   |                                             |
| 1934                                        | 1934                                        |                                             | 427                                         |                                             |
| 1946                                        | 1946                                        |                                             | 479                                         |                                             |
| 1956                                        | 1956                                        |                                             | 583                                         |                                             |
| 1965                                        | 1965                                        |                                             | 497                                         |                                             |
| 1975                                        | 1975                                        |                                             | 349                                         |                                             |
| 1985                                        | 1985                                        |                                             | 276                                         |                                             |
| 1992                                        | 1992                                        |                                             | 228                                         |                                             |
| 2001                                        | 2001                                        |                                             | 239                                         |                                             |
| 2011                                        | 2011                                        |                                             | 186                                         |                                             |
| 2016                                        | 2016                                        |                                             | 169                                         |                                             |
|                                             |                                             |                                             |                                             |                                             |